# Le Lion-d'Angers
Le Lion-d'Angers este o comună franceză, situată în departamentul Maine-et-Loire, în regiunea Pays de la Loire.
A fost creată la 1 ianuarie 2016, având statutul de comună nouă, prin fuziunea dintre Lion-d'Angers și comuna vecină Andigné.
Orașul este cunoscut pentru hipodromul său și competiția care are loc acolo în fiecare an: Mondialul de la Lion.

## Geografie
Comuna Le Lion-d'Angers este situată la 26 km de Angers și la 15 km de Segré.

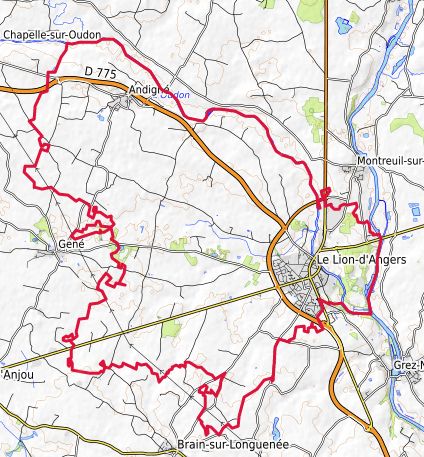
Harta topografică a comunei Le Lion-d'Angers.

### Comune limitrofe
| Segré-en-Anjou Bleu |  | Montreuil-sur-Maine |
|                     |  | Thorigné-d'Anjou    |
| Erdre-en-Anjou      |  | Grez-Neuville       |

### Climă
În 2010, clima comunei era clasificată ca fiind de tip oceanic alterat, conform unui studiu realizat de Centrului Național de Cercetare Științifică (CNRS), bazat pe o serie de date care acoperă perioada 1971-2000. În 2020, Météo-France a publicat o tipologie a climei din Franța metropolitană, în care comuna este clasificată ca având un climat oceanic și fiind situată într-o zonă de tranziție între regiunile climatice „Bretania de est și de sud, Pays nantais, Vendée” și „Valea medie a Loarei”.
Pentru perioada 1971-2000, temperatura medie anuală era de 11,9 °C, cu o amplitudine termică anuală de 14 °C. Cumulul anual mediu de precipitații era de 683 mm, cu 11,4 zile de precipitații în ianuarie și 5,9 zile în iulie. În perioada 1991-2020, temperatura medie anuală observată la stație meteorologică Météo-France cea mai apropiată  situată în comuna Segré-en-Anjou Bleu la 12 km distanță, era de 12,8 °C, iar cumulul anual mediu de precipitații era de 704,6 mm. Pentru viitor, parametrii climatici ai comunei estimați pentru anul 2050, în funcție de diferite scenarii de emisie a gazelor cu efect de seră, sunt disponibili pe un site dedicat publicat de Météo-France în noiembrie 2022.

## Urbanism

### Tipologie
La 1 ianuarie 2024, Le Lion-d'Angers este clasificată drept târg rural, conform noii grile comunale de densitate cu șapte niveluri, definită de INSEE (Institutul Național de Statistică și Studii Economice) în 2022. Comuna aparține unității urbane Le Lion-d'Angers, o unitate urbană monocomunală care constituie un oraș izolat. În plus, comuna face parte din zona metropolitană a orașului Angers, fiind o comună din zona periurbană. Această arie, care cuprinde 81 de comune, este clasificată în categoria ariilor cu o populație între 200.000 și mai puțin de 700.000 de locuitori.

## Toponimie
Originea cuvântului Lion din numele comunei ar proveni, cel mai probabil, de la Légion. Se spune că o legiune romană a lui Iulius Cezar s-ar fi stabilit aici în perioada galo-romană. Mai târziu, în secolul al X-lea, Le Lion-d'Angers purta numele de Legio, ceea ce susține această ipoteză.

## Istorie
La 1 ianuarie 2016, comuna Le Lion-d'Angers s-a unit cu comuna vecină Andigné. Reședința noii comune a fost stabilită la Le Lion-d'Angers. Pentru istoria anterioară anului 2016, se recomandă consultarea articolelor dedicate fostelor comune care au fuzionat.

## Populația și societatea

### Date demografice
Evoluția numărului de locuitori este cunoscută prin recensămintele populației realizate în comună încă de la înființarea sa.
În 2021, comuna număra 5254 locuitori.
| An        | 2016 | 2017 | 2018 | 2019 | 2020 | 2021 |
| --------- | ---- | ---- | ---- | ---- | ---- | ---- |
| Populație | 4870 | 4924 | 4974 | 5023 | 5201 | 5254 |

## Înfrățiri
- Anglia – Wiveliscombe
- Germania – Bad Buchau
- Cehia – Nivnice